# حادث النصف متر (فلم)
حادث النصف متر هو فيلم دراما مصري من إخراج أشرف فهمي وبطولة محمود ياسين، نيللي، سعيد صالح، مجدي وهبة وتوفيق الدقن، صدر الفيلم في 20 أكتوبر 1983. الفيلم مأخوذ عن رواية للكاتب المصري صبري موسى. في البدء قامت سوريا بإنتاج الفيلم عام 1981، ثم رحل هذا السيناريو إلى القاهرة لينتج هناك، وقد أحدث الفيلم في وقت صدوره نقاشا حادا، لما اثاره من قضايا حساسة تتعلق بالحرية الجنسية للمرأة، العلاقات العاطفية، الدعارة ونفاق الرجل.

## نبذه
تعترف وفاء لخطيبها أحمد عن تورطها في علاقتها بشاب يستشهد في الحرب، وتستسلم وفاء لأحمد وتحمل منه. يرحب أحمد بالجنين ويحدد معها موعدًا للزواج، ولكن صديقه يثنيه عن عزمه، فتثور عليه وفاء بسبب تردده في حسم قرار الزواج.

## طاقم العمل
- محمود ياسين بدور أحمد
- نيللي بدور وفاء
- سعيد صالح بدور فتحي
- مجدي وهبة بدور دكتور مصطفى
- توفيق الدقن بدور عنتر

## وصلات خارجية
- مقالات تستعمل روابط فنية بلا صلة مع ويكي بيانات